# Salpinga secunda
Salpinga secunda är en tvåhjärtbladig växtart som beskrevs av Franz von Paula Schrank, Carl Friedrich Philipp von Martius och Dc.. Salpinga secunda ingår i släktet Salpinga och familjen Melastomataceae. Inga underarter finns listade i Catalogue of Life.